# Tormenta en el mar
Tormenta en el Mar es un óleo sobre tabla del artista del renacimiento flamenco, Pieter Bruegel el Viejo, pintado en c. 1569. Actualmente se lo conserva y exhibe en el Museo Kunsthistorisches de Viena.

## Descripción
En el pasado hubo dudas sobre la atribución de esta pintura a Bruegel: se ha mencionado el nombre de Joos de Momper, pintor de paisajes devenido en maestro en el gremio de Amberes en 1581. Sin embargo, esta pintura no solo es diferente a cualquier otra de Momper, sino que su semejanza con un dibujo por Bruegel, la originalidad de su composición y la delicadeza de su ejecución, han hecho que generalmente se la acepte como una obra tardía de Bruegel, que posiblemente haya quedado inacabada a su muerte.

La preeminencia del barril y la ballena ha hecho que la pintura se asocie con un refrán contemporáneo que reza:

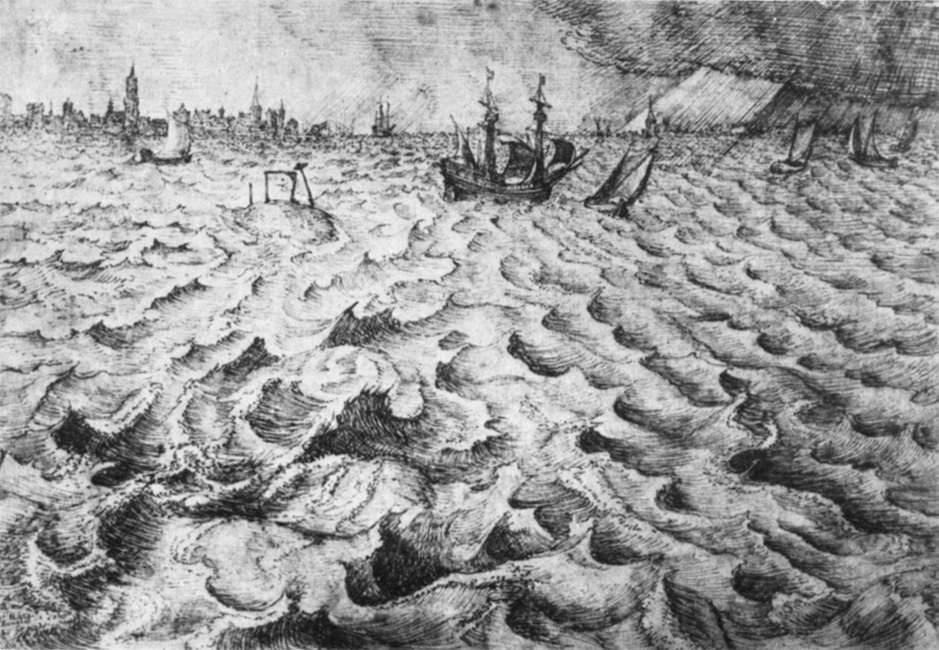
Huida en el mar con vista de amberes, dibujo en tinta marrón, de Bruegel, en Instituto de Arte Courtauld.

Si la ballena juega con el barril que le han echado y le da al barco tiempo de escapar, entonces representa al hombre que pierde el bien verdadero por los beneficios de las bagatelas vanas.
 Este sentido lo reforzaría la iglesia que se perfila contra el horizonte, que se yergue como salvación en medio de las tormentas de la vida.